# 胡根天
胡根天（1892年9月—1985年6月），原名毓桂，号抒秋，曾用名老抒、天山一叟。广东开平人，中国画家、书法家、美术教育家，中国书法家协会原名誉理事。